# Ligsyn
Et ligsyn er en undersøgelse af en afdød før udstedelse af en dødsattest. Det bliver foretaget for at sikre, at skindøde ikke begraves, for at opdage eventuelle forbrydelser, med henblik på statistisk registrering, og for at konstatere eventuel epidemisk sygdom.
Almindeligt ligsyn foretages i Danmark af en læge eller i sjældne tilfælde af to ligsynsmænd. Et såkaldt medicolegalt ligsyn foretaget af politimesteren og embedslægen og anvendes i tilfælde, hvor det offentlige har indledt undersøgelse i anledning af dødsfaldet.

## Ligsynsloven og frygten for at blive levende begravet
Frygten for at blive levende begravet, selv om man kun var "skindød",  var i 1700- og 1800-tallet så udbredt, at kgl. forordning af 1832 fastslog, at dødsfald altid skulle attesteres af en læge. Var man i tvivl, om personen nu vitterlig var død, var det tilladt at skære hans/hendes håndled over. Dette blev gjort efter B.S. Ingemanns død, da man ville sikre sig mod en fejltagelse.
Også H.C. Andersen, Alfred Nobel og komponisten Chopin frygtede for at blive levende begravet. Omkring 1790 fik grev Ferdinand af Braunschweig konstrueret den første sikkerhedskiste, med vindue til at slippe lys ind, og et rør for lufttilførsel. To nøgler blev syet ind i en lomme i grevens ligskjorte - en til kisten og en til graven, så han selv kunne låse sig ud.  I 1798 havde den tyske præst P.G. Pessler som sikkerhedsforanstaltning foreslået, at alle kister skulle kobles til kirkeklokkerne. En bevægelse i en kiste ville få klokkerne til at kime. Forslaget blev dog vraget med tanke på alle de reb, der skulle trækkes på kryds og tværs over kirkegården. I 1822 lancerede Adolf Gutsmuth en type sikkerhedskiste forsynet med et rør, som stak op af graven, sådan at den skindøde kunne råbe om hjælp, og i påvente af at graves op, få mad og drikke ned gennem røret. Dr. Gutsmuth lod sig flere gange begrave i sin egen opfindelse for at demonstrere, at kisten virkelig fungerede som tænkt. 
Indtil 1977 havde ligsynsloven en sekstimers-regel, med påbud om, at den døde ikke måtte flyttes fra sit dødsleje før minimum seks timer efter dødsøjeblikket, netop for at undgå tilfælde af skindød. Men dette komplicerede muligheden for transplantationer, sådan at man i stedet fik et påbud om ikke at opbevare liget unødigt efter, at der er konstateret sikre dødstegn, dvs stivhed (rigor mortis) og dødspletter (misfarvning). Afdøde opbevares normalt på sygehusets ligstue i fire til otte timer, inden en læge endeligt fastslår døden. I mellemtiden har den døde en klokkestreng forbundet til hånden eller tåen, som sætter en alarm i gang ved bevægelse. 